# وتپلی
وتپلی (به لاتین: Vattappalai) یک منطقهٔ مسکونی در سری‌لانکا است که در استان شمالی (سری‌لانکا) واقع شده‌است.